# Междукостна възвратна артерия
Междукостната възвратна артерия (Arteria interossea recurrens) е артерия на предмишницата, която е разклонение на задната междукостна артерия. Изкачва се до интервала между олекранона и страничния епикондил на раменната кост и върху или чрез влакната на супинатора, но под лакътния мускул. Анастомозира се със средна колатерална артерия.
Тази статия включва част от текста за редакция на обществено достояние на Анатомията на Грей.